# Daniel I. Arnon
Daniel Israel Arnom (Varsóvia, 14 de novembro de 1910 – Berkeley, 20 de dezembro de 1994) foi um fisiologista vegetal estadunidense de origem polonesa cuja pesquisa levou a maiores conhecimentos sobre a operação da fotossíntese em plantas. Em 1973, ele foi premiado com a Medalha Nacional de Ciências por sua "pesquisa fundamental sobre o mecanismo de plantas verdes na utilização de luz para produzir energia química e por contribuir para o nosso entendimento de nutrição vegetal."